# Azione delle motosiluranti S 54 e S 61
L'8 settembre 1943 l'annuncio dell'armistizio dell'Italia con gli Alleati fece scattare da parte dei tedeschi l'operazione Achse per neutralizzare le forze armate italiane schierate nei vari teatri bellici del Mediterraneo e occupare militarmente la penisola. Nelle prime ore del 9 settembre due motosiluranti di tipo S-Boot (la S 54 del sottotenente di vascello Klaus-Degenhard Schmidt e la S 61 del capo nocchiere Friedel Blömker) e una motozattera tedesca riuscirono a minare il porto di Taranto, navigando quindi verso l'alto Adriatico. Tra il 9 e l'11 settembre la piccola formazione tedesca riuscì, complice anche l'inazione delle navi e dei comandi costieri italiani, ad affondare un motoveliero al largo di Gallipoli, una cannoniera davanti alla costa di Ancona e un cacciatorpediniere non lontano dal Lido di Venezia, catturando inoltre ben quattro piroscafi. Giunto quindi a Venezia, il sottotenente di vascello Schmidt convinse il locale comandante del Dipartimento navale dell'alto Adriatico, ammiraglio di divisione Emilio Brenta, ad arrendersi con l'intera guarnigione di sedicimila uomini.
Le mine posate a Taranto dalla motozattera tedesca inoltre affondarono un posamine britannico impegnato nell'operazione Slapstick (10 settembre) e un rimorchiatore italiano (22 settembre).

## Storia

### L'uscita dal porto di Taranto delle motosiluranti tedesche
L'8 settembre 1943, giorno della proclamazione dell'armistizio dell'Italia con gli Alleati, nella rada del Mar Piccolo di Taranto, si trovavano due motosiluranti tedesche (S-Boot) della 3ª Schnellbootsflottille: la S 54, del sottotenente di vascello (Oberleutnant zur See) Klaus-Degenhard Schmidt, e la S 61 con il capo nocchiere Friedel Blömker, che sostituiva il comandante titolare. Vi era poi la motozattera MFP 478 comandata anch'essa da un sottufficiale, che aveva da poco sbarcato le sue ventidue mine tipo TMA/B al deposito di Buffoluto.
Schmidt, che alle ore 21:28 aveva ricevuto dal comandante della 3ª Schnellbootsflottille, capitano di fregata (Fregattenkapitän) Herbert Max Schultz, l'ordine di lasciare al più presto il porto di Taranto, poco prima della mezzanotte chiese all'ammiraglio di squadra Bruto Brivonesi, comandante del Dipartimento marittimo Jonio e Basso Adriatico, l'autorizzazione a far partire le tre navi in ore notturne per un porto della Grecia, motivandolo con il timore di trovare all'alba unità navali britanniche in prossimità della base. Richiese anche il permesso di spostare le due motosiluranti dal Seno di Levante del Mar Piccolo, ove si trovavano decentrate, a «San Pietro per distruggere i congegni di accensione delle torpedini elettriche depositate in detta isola» dalla marina germanica. Schmidt assicurò che le motosiluranti «non avrebbero compiuto atti ostili entro le acque territoriali italiane», al che Brivonesi acconsentì alle sue richieste, facendo però accompagnare le due motosiluranti tedesche da due motoscafi italiani.
Grazie alla testimonianza di Franco Bargoni, all'epoca guardiamarina in servizio all'ufficio cifra della segreteria del 4º Gruppo sommergibili, si sa che quella notte «arrivò una telefonata dal deposito munizioni di Buffoluto, in cui si domandava come comportarsi nei riguardi della motozattera germanica che con minacce pretendeva di reimbarcare le sue mine. Nessuno chiaramente li aveva avvisati del colloquio di Brivonesi con l'ufficiale tedesco. Il Capitano di Vascello di servizio, essendone evidentemente anche lui all'oscuro, chiamò qualcuno, chiaramente uno dei diretti superiori: o l'ammiraglio di divisione Fioravanzo, comandante della Base e quindi responsabile anche di Buffoluto, o l'ammiraglio Brivonesi capo del Dipartimento. Cosa gli abbiano risposto non lo so, ma il concetto era questo. "È roba loro dategliele."» All'1:15 del 9 settembre le unità tedesche avevano ricevuto, per radio, di rendere esecutivo l'ordine di operazione "Ernte" del piano "Achse". Alle 04:00 del 9 settembre, avendo la motozattera MFP 478 imbarcato ventiquattro mine magnetiche TMA/B alla banchina del deposito Buffoluto, le tre navi germaniche cominciarono a muovere disponendosi in linea di fila, e attraversarono le ostruzioni del Mar Grande alla velocità di nove nodi, che era la massima consentita dalla motozattera a causa dello stato dei suoi motori, alquanto cimentati da un intenso impiego. Anche le due motosiluranti S-54 e S-51 non si trovavano in piena efficienza, potendo sviluppare una velocità massima di appena diciotto nodi, consentita dal funzionamento di due dei tre motori di cui esse erano dotate. La MFP 478 si dedicò quindi a calare in mare ventidue mine magnetiche. È difficile credere che l'ammiraglio Brivonesi abbia mandato motoscafi a sorvegliare i movimenti delle unità tedesche nei loro spostamenti. Se effettivamente erano presenti la vigilanza fu scarsissima, perché gli uomini a bordo non si accorsero degli atti ostili che le unità germaniche portarono a compimento nelle acque del Mar Grande.
L'operazione di posa mine, iniziata a poche centinaia di metri dall'imboccatura del canale navigabile, e proseguita nel Mar Grande con le navi che continuavano a procedere in linea di fila, anche per non fornire sospetti, si era svolta sotto la direzione del tenente di vascello Erns Winkler, del comando servizio minamento della Kriegsmarine, che aveva preso imbarco sulla motozattera; dopo di che le tre piccole unità tedesche diressero verso Gallipoli, nelle cui acque incontrarono al mattino due piccoli motovelieri italiani requisiti e in servizio di dragaggio, dei quali uno, il Vulcania (R 240), di 90 tsl, fu raggiunto e affiancato dalla S 54 e fatto affondare dopo aver allontanato i dodici uomini dell'equipaggio su un'imbarcazione di salvataggio. Il motoveliero affondò a un miglio e mezzo dal porticciolo di Santa Maria di Leuca, facendo scattare l'allarme a terra, con le batterie costiere italiane che spararono una trentina di colpi sulle motosiluranti che si stavano allontanando, senza colpirle.
La notizia che erano stati violati i patti concordati con il sottotenente Schmidt arrivò a Brivonesi alle ore 13:00 del 9 settembre, e pertanto l'ammiraglio si preoccupò di quello che poteva succedere se le unità germaniche avessero incontrato la corvetta Baionetta, in rotta da Pescara per Brindisi con a bordo il re Vittorio Emanuele III e i membri della corte e del governo, in fuga da Roma e imbarcati ad Ortona, e verso la quale si stava dirigendo, per assumerne la scorta, l'incrociatore leggero Scipione Africano. Inizialmente Brivonesi pensò di ordinare l'uscita da Taranto delle due torpediniere Clio e Sirio, ma poi essendo lo Scipione già in navigazione per assumere la scorta alla Baionetta, si limitò a « fargli giungere l'ordine di agire offensivamente contro le motosiluranti qualora le avesse avvistate ». In effetti, verso le ore 14:00 di quel giorno 9, trovandosi a transitare al largo di Capo d'Otranto alla velocità di ventotto nodi, lo Scipione avvistò la S 54 e la S 61, le quali all'avvicinarsi dell'incrociatore, temendo fosse stato inviato al loro inseguimento, presero a bordo l'equipaggio della lenta motozattera MFP 478, che poi fu fatta saltare in aria con una carica esplosiva. Quindi le due motosiluranti si allontanarono alla velocità di diciotto nodi che, come abbiamo detto era la massima consentita dai loro motori, e manovrarono coprendosi con cortine di nebbia artificiale per disturbare la regolazione del tiro da parte dell'unità italiana, che però non mostrò di voler intraprendere alcun'azione offensiva. Dallo Scipione fu vista la motozattera esplodere, ma poiché le motosiluranti non mostravano di assumere atteggiamenti aggressivi verso la sua nave, e anzi manovravano per allontanarsi alla massima velocità consentita nascondendosi con una cortina di fumo, il comandante capitano di fregata Ernesto Pellegrini fece continuare la navigazione verso Pescara, senza deviare dalla rotta, dovendo assolvere il più importante compito della scorta alla corvetta.

### L'affondamento del posamine britannicoAbdiel
Nel frattempo le mine magnetiche tedesche stavano per fare le loro vittime. Sulla base degli accordi seguiti alla firma dell'armistizio, e concordati dagli Alleati con il governo del maresciallo d'Italia Pietro Badoglio e con le autorità della Regia Marina, la sera dell'8 settembre ebbe inizio l'operazione britannica Slapstick che consisteva del trasporto a Taranto di un contingente di truppe britanniche della 1ª divisione aviotrasportata. Le truppe si erano imbarcate a Biserta su cinque unità della Royal Navy, gli incrociatori leggeri del 12º squadrone (comandato dal commodoro William Gladstone Agnew), Penelope, Sirius e Dido e sul posamine veloce Abdiel, a cui si aggiunse il grosso incrociatore statunitense Boise. Per la loro copertura fu destinato un nucleo navale comprendente le moderne corazzate da 35 000 tonnellate Howe (viceammiraglio Arthur Power) e King George V, salpate da Malta con la loro scorta di quattro cacciatorpediniere della 14ª flottiglia: Jervis; Panther; Pathfinder e Paladin.
Nello stesso tempo, in conformità con gli ordini impartiti con il famoso promemoria Dick dal comandante in capo delle forze navali Alleate, ammiraglio Andrew Cunningham, anche le navi italiane della 5ª Divisione navale (ammiraglio Alberto Da Zara), e costituite dalle corazzate Andrea Doria e Duilio, dagli incrociatori leggeri Luigi Cadorna e Pompeo Magno, e dal cacciatorpediniere Nicoloso da Recco si misero in movimento da Taranto per trasferirsi nei porti degli Alleati. Raggiunto l'indomani il porto di Malta, le cinque navi furono internate, assieme alle altre unità delle Forze Navali da Battaglia salpate da La Spezia e da Genova, e che nel trasferimento avevano perduto nel Golfo dell'Asinara, per attacco aereo tedesco, la corazzata Roma, il pomeriggio del 9 settembre.

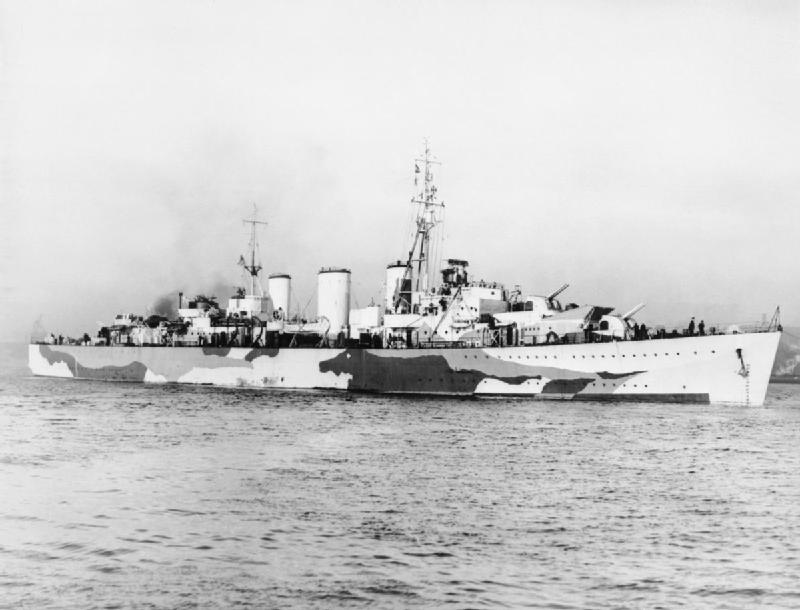
Il posamine britannico nel marzo 1943, distrutto nei primi minuti del 10 settembre da una mina lasciata nel porto di Taranto dalla motozattera tedesca MFP 478

Quello stesso giorno, ad iniziare dalle ore 17:00, gli incrociatori britannici cominciarono ad entrare nel Mar Grande e, mentre si portavano all'attracco nel porto mercantile per iniziare lo sbarco delle truppe, furono seguiti dalle corazzate che si ancorarono in rada. Verso le ore 24:00, mentre l'operazione per mettere a terra soldati era in pieno svolgimento, il posamine veloce Abdiel (capitano di vascello David Orr-Ewing), che si era ancorato nel Mar Grande a circa 700 metri per sud-sudovest dal castello aragonese e quindi all'entrata del canale che porta al Mar Piccolo, ruotando sull'ancora finì su una delle mine magnetiche tedesche, posate nella notte precedente. In quel momento (erano le 00:15 del 10 settembre), l'Abdiel stava sbarcando i suoi quattrocento soldati del 6º battaglione paracadutisti (Royal Welsh). L'esplosione della mina TMA/B, fortissima, fu udita in ogni angolo del porto, ed il posamine, con le paratie dello scafo squarciate, si spezzò in due tronconi e affondò in soli due minuti alle coordinate 40°29′N 17°15′E. Con l'Abdiel si persero 48 uomini dell'equipaggio, inclusi 6 ufficiali, e 101 soldati. I feriti furono 126, tra cui 6 marinai, e 150 le tonnellate di materiale perduto, sotto forma di armi ed equipaggiamenti per le truppe, incluse 8 Jeep, 76 cannoni controcarro e munizioni. Le perdite umane avrebbero potuto essere molte di più se gli uomini della nave non si fossero trovati in coperta a causa del caldo opprimente nei locali inferiori.
Subito dopo l'esplosione della mina, fu inviata in soccorso dell'Abdiel la nave ospedale italiana Marechiaro, che era adibita a soccorso dei naufraghi nelle acque territoriali di Taranto. Essa, uscita dal Mar Piccolo, recuperò parte dei superstiti del posamine, per poi trasferirli a terra dove ricevettero le prime cure e il ricovero negli ospedali della città pugliese. Nel corso delle operazioni svolte per realizzare sbarramenti minati, l'Abdiel aveva posato 2 209 mine, delle quali 1 883 di tipo offensivo, che affondarono molte navi dell'Asse.
Gli ammiragli Brivonesi e Power convennero che la causa dell'esplosione che aveva portato alla perdita dell'Abdiel fosse stata causata da una mina o da una bomba Alleata a scoppio ritardato, ma è da ritenere che l'ufficiale italiano ne sospettasse il motivo, evidentemente taciuto per non fare brutta figura con i nuovi alleati.
Le perdite causate dalle mine magnetiche tedesche non furono limitate a quella del solo Abdiel, dal momento che alle ore 13:50 del 22 settembre, durante un normale spostamento all'interno del Mar Grande, si verificò un'esplosione che determinò l'affondamento del rimorchiatore italiano Sperone (86 tsl), con perdita quasi totale dei centocinquanta uomini circa che aveva a bordo per portarli in libera uscita dall'Isola di San Pietro a Taranto. Ciò avvenne mentre dragamine italiani e Alleati stavano lavorando in un'opera di bonifica nel Mar Grande che, in una quindicina di giorni portò alla distruzione di ventuno mine.

### Il prosieguo della navigazione delle motosiluranti verso Venezia

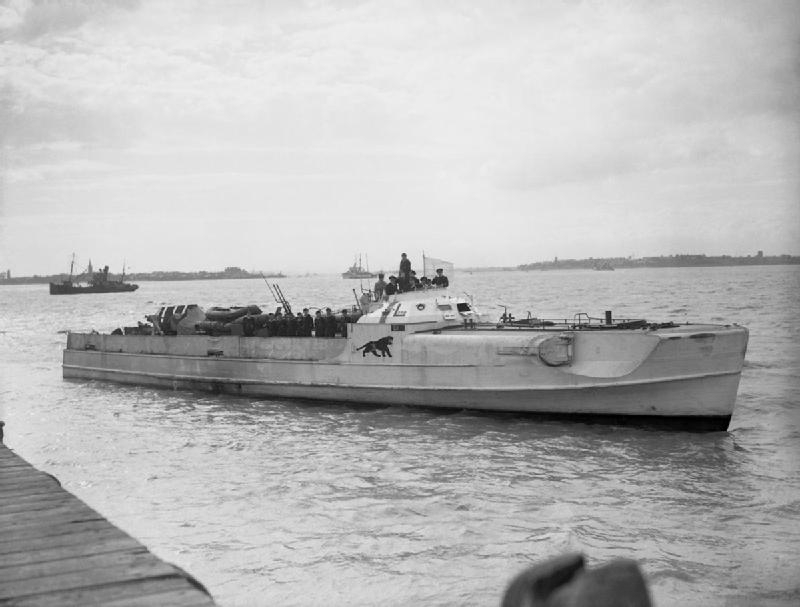
Una S-Boot tedesca fotografata nel maggio 1945, simile alle S 54 ed S 61

I successi della S 54 e della S 61, nella loro navigazione di trasferimento verso l'alto Adriatico erano continuati dopo l'affondamento del motoveliero Vulcania. Avendo attraversato il canale dì Otranto alla modesta velocità di nove nodi e diretto per Valona per rifornirsi di acqua per il sistema di raffreddamento dei motori surriscaldati, dove però il personale italiano dell'isola di Saseno, all'entrata della baia, rifiutò di farle entrare in porto. Allora diressero verso nord per raggiungere Ragusa, finendo però sulle reti di uno sbarramento sotto costa, i cui galleggianti cilindrici di sostegno erano semisommersi, senza riportare tuttavia danni alle eliche e i timoni. Riuscirono a liberarsi con fatica al sopraggiungere della notte, con alcuni marinai dell'equipaggio che lavorarono sott'acqua con seghetti e cesoie per tagliare i cavi d'acciaio che imprigionavano lo scafo inferiore delle due motosiluranti, che poi alle ore 21:00 cominciarono a muovere a bassissima velocità, per ricercare un ridosso sotto costa.
I due comandanti, Degenhard-Schmidt e Blömker e il tenente di vascello Winkler si consultarono, e ponendo in secondo piano la questione dell'acqua di raffreddamento motori, decisero di rimandare questo problema al giorno dopo, essendovi la necessità di dare riposo agli uomini degli equipaggi che non dormivano da due giorni, ed erano sfiniti per il lungo lavoro. Consultando la carta nautica decisero di andare ad ancorarsi nella Baia di Scala Vjosa, a nord di Valona, entrandovi alle 22:00 dopo essersi assicurati che non vi erano altri ostacoli. Ripresero il mare alle prime luci del giorno 10 settembre, dirigendo a nord risalendo la costa dell'Albania e del Montenegro per poi raggiungere Ragusa nelle prime ore del pomeriggio, superando la base di Cattaro, ancora in mani italiane, con la S 61 in difficoltà per una perdita copiosa nel circuito di raffreddamento motori, che fu rapidamente riparato in porto.
Durante questa navigazione delle motosiluranti, la corvetta Baionetta, con il Re d'Italia, transitò in rotta inversa lungo le coste della Puglia ad una distanza di sicurezza di circa 70 miglia, mentre più vicine, a sole 20 miglia, passarono sempre dirette a sud con destinazione Malta la corazzata Giulio Cesare e la nave appoggio idrovolanti Giuseppe Miraglia, che avevano cambiato rotta, allontanandosi dalle coste della Dalmazia, dopo aver ricevuto la notizia che a Cattaro si svolgevano combattimenti tra italiani e tedeschi.
Effettuato il rifornimento d'acqua la S 54 e la S 61 ripresero il mare alle 17:00 del 10, e riprendendo la formazione in linea di fila diressero verso ovest, per portarsi nell'alto Adriatico, alla velocità di diciotto nodi, la massima raggiungibile. Verso sera fu avvistata una mina in vicinanza, che rasentò lo scafo della S 54, per poi esplodere di poppa ad una ventina di metri dallo scafo senza procurare alla motosilurante alcun danno. La mina, che doveva aver strappato il suo cavo d'ancoraggio, doveva appartenere ad uno sbarramento minato difensivo italiano. Dirigendo verso Ancona, lasciandosi alle spalle l'isola di Lissa, le due piccole unità dettero un eccezionale esempio di combattività e di iniziativa nei confronti delle navi italiane incontrate lungo la rotta, dal momento che vi era un forte traffico diretto verso sud, per sfuggire ai tedeschi impegnati ad occupare i porti dell'Adriatico.
L'11 settembre, verso le ore 04:00, trovandosi a transitare nelle acque di Ancona, una vedetta della S 61 dette l'allarme, avendo avvistato ad una distanza di circa 2 000 metri a dritta della prora uno scafo oscurato, che inizialmente fu ritenuto dal comandante Schmidt per quello di una corvetta e successivamente di una nave mercantile. Si trattava invece della grossa cannoniera Aurora (tenente di vascello Attilio Gamaleri), ex nave austro-ungarica Nirvana di 950 tonnellate, che era partita da Pola, sotto il tiro di armi automatiche di un reparto motorizzato tedesco che aveva occupato le banchine. La sua destinazione era un porto della Puglia ancora sotto controllo italiano. La S 54, portatasi nei pressi dell'Aurora le ingiunse di fermarsi, ma non avendo la cannoniera ubbidito Schmidt dette il fuori al siluro di dritta, ma per un guasto partì anche quello di sinistra, che però fallirono entrambi il bersaglio. Prima che la S 54 potesse ricaricare i tubi di lancio con i due siluri di riserva, intervenne senza indugio la S 61 del nocchiere Blömker, la quale da alcune centinaia di metri di distanza dalla cannoniera lanciò un siluro che arrivò a segno, facendo esplodere le caldaie dell'Aurora che affondò nello spazio di pochi minuti, a poche miglia dalla costa marchigiana. Le due motosiluranti ne recuperarono i superstiti, in tutto sessantadue uomini dell'equipaggio sugli ottantotto che si trovavano a bordo dell'unità italiana, e tra essi vi fu il comandante Gamaleri recuperato dalla S 61.
Proseguendo la rotta verso Venezia, le due piccole unità germaniche, navigando distanziate per avere la possibilità di individuare meglio le navi italiane che stavano lasciando l'alto Adriatico, nella giornata dell'11 settembre catturarono quattro mercantili tutti diretti a sud, ed affondarono un cacciatorpediniere.
La prima preda fu la modernissima motonave Leopardi (4 572 tsl), completata da pochi giorni e partita da Fiume con circa settecento civili a bordo, in gran parte famiglie di ufficiali italiani. Il Leopardi era comandato dal capitano Vittorio Barich, che però avvistate e riconosciute le motosiluranti per tedesche, essendo più grandi di quelle italiane, non reagì come avrebbe potuto fare, aumentando la velocità, cambiando rotta, e impiegando le numerose armi di cui la sua nave era fornita nelle piazzole sopralevate. Anzi, all'ingiunzione di fermarsi dal comandante della S 54 con il lampeggiatore, la motonave fermò le macchine, dando modo a Schmidt di avvicinarsi e di osservare che a bordo del Leopardi vi erano molti civili. Avendo constatato che si trattava di una nave moderna, e per non causare una strage tra i civili, l'ufficiale tedesco decise di catturarla, ingiungendo al comandante Barich di gettare in mare le armi per evitare l'affondamento, per poi mandare a bordo di quella importante nave il tenente di vascello Wankler con dieci marinai già facenti parte dell'equipaggio della affondata motozattera MFP 478. Il capitano Barich e alcuni ufficiali del Leopardi passarono invece come ostaggi sulla S 61, che alcune ore dopo fece anch'essa la sua preda fermando e catturando il piroscafo italiano Albatros (1 590 tsl), al cui comandante ingiunse di non effettuare alcuna manovra di fuga se non voleva essere affondato.

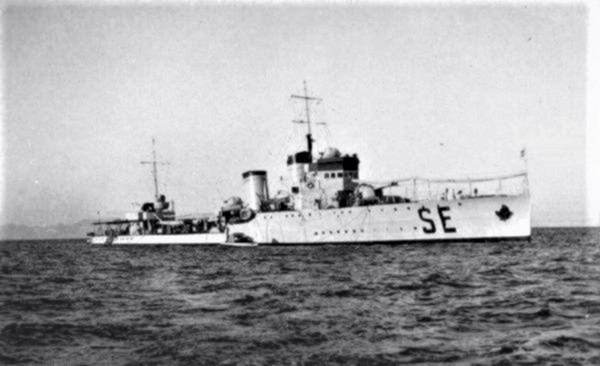
Il cacciatorpediniere Quintino Sella, affondato l'11 settembre dalla motosilurante tedesca S 54

Fu quindi ripresa la rotta per Venezia, con le due motosiluranti disposte sui fianchi dei due mercantili, ma alquanto distanziate per non generare sospetti a eventuali aerei italiani. Nel transitare al largo della zona del Delta del Po, e già nelle vicinanze di Venezia, distante circa 30 miglia, fu avvistato in lontananza (a circa 25 miglia) un vecchio piroscafo diretto a sud, e mentre la S 54 si dirigeva verso di esso per attaccarlo, apparve la sagoma di un cacciatorpediniere, con due fumaioli e rotta di controbordo. Sapendo che quell'unità, ritenuta del tipo ex jugoslavo Sebenico, era fortemente armata e molto più veloce della sua piccola nave, il comandante Schmidt manovrò per nascondersi dietro lo scafo del piroscafo, che era il Pontinia, al quale fu ordinato con megafono di accostare di 90° gradi a dritta e di fermarsi. Quindi portando la S 54 sul fianco sinistro del piroscafo, Schmidt, accompagnato da due suoi uomini armati, vi salì a bordo con la scala a gradini di legno, per osservare dalla posizione elevata del ponte di comando i movimenti del cacciatorpediniere. Si trattava del Quintino Sella, una vecchia unità del 1922, comandata dal capitano di corvetta Corrado Cini, che era partita da Venezia per Taranto, e che a causa di un guasto alla caldaia n. 2 procedeva alla velocità ridotta a quattordici nodi. Schmidt, ordinato al comandante del Pontinia di riprendere la navigazione a bassa velocità e con la medesima rotta, rientrò da solo velocemente a bordo della S 54, facendo appena in tempo ad attaccare il cacciatorpediniere della Regia Marina. Subito dopo, con il Sella che stava sfilando dietro il Pontinia, partendo da dietro il piroscafo e passando di prora con le macchine a tutta forza, la motosilurante attaccò il cacciatorpediniere dalla distanza di 400 metri. Il Sella, che oltre al Pontinia aveva visto più lontano il Leopardi, ma non le motosiluranti, vedendo sbucare da dietro il Pontinia la S 54 si accorse della minaccia, e mentre l'equipaggio faceva fuoco sulla motosilurante con qualche raffica delle mitragliere di sinistra, il comandante Cini tentò di manovrare accostando senza riuscirvi perché il timone non rispose, essendosi incastrato per il danno alla caldaia n. 2.
Colpito dai due siluri di riserva della S 54 sul fianco sinistro, all'altezza della plancia e del locale caldaia n. 1 che esplose, il Sella (1 279 tonnellate) si spezzò in due tronconi. La prua della nave affondò quasi immediatamente mentre la poppa, spinta dall'abbrivio, avanzò per circa 200 metri, per poi affondare rovesciandosi sul fianco sinistro. Erano le 17:45, e l'affondamento era avvenuto a circa 12 miglia dall'imboccatura del Lido di Venezia, su un fondale di circa 25 metri. Con il cacciatorpediniere, che nella sua attività di guerra aveva svolto centosedici missioni di scorta, quasi tutte in Egeo, andarono perduti ventisette uomini, inclusi quattro ufficiali, e un numero compreso tra i 170 e gli oltre 200 civili. I superstiti, compreso il comandante Cini, cui fu poi amputata una gamba rimasta gravemente ferita, furono subito soccorsi e raccolti dalla S 54 e dal catturato piroscafo Pontinia, ed altri ancora più tardi da alcuni pescherecci italiani. In totale furono recuperati novantatré uomini. All'affondamento del Sella assistette il nuovo sommergibile Nautilo, il quale, non essendo ancora pronto all'impiego, era appena salpato disarmato da Venezia (dove il giorno 9 si era trasferito da Monfalcone), con l'intenzione di sfuggire alla cattura dei tedeschi raggiungendo Taranto. Impresa che non riuscì per sopraggiunte avarie che lo costrinsero a rientrare.
Avvicinandosi ancora a Venezia fu avvistato dalla S 61 il piccolo piroscafo italiano Quarnarolo, impiegato come nave appoggio della Scuola Sommergibili, a cui fu ordinato di seguire la motosilurante se non voleva essere affondato; in quel momento rimaneva un solo siluro, proprio sulla S 61. Il Quarnarolo tuttavia rifiutò l'ordine e proseguì per la sua rotta, raggiungendo Brindisi portandovi tutto il personale della Scuola, per poi proseguire per Taranto.
Dopo gli esaltanti successi i comandanti delle due motosiluranti tedesche entrarono per rifornirsi indisturbati a Venezia, che pure era ancora sotto il controllo degli italiani, e vi erano ancora in porto alcune navi da guerra e mercantili. Non vi fu nessuna reazione. La S 54 andò per prima ad ancorarsi con la motonave Leopardi e il piroscafo Pontinia, la S 61 la seguì alcune ore dopo con i due piroscafi Albatros e Quarnarolo. Delegato dal feldmaresciallo Albert Kesselring, comandante in capo del sud, il sottotenente di vascello Schmidt contribuì a convincere il locale comandante del Dipartimento navale dell'alto Adriatico, ammiraglio di divisione Emilio Brenta, ad arrendersi con l'intera guarnigione di sedicimila uomini. Brenta era stato per quasi tre anni il capo reparto operazioni di Supermarina, il comando operativo della Regia Marina, e che era appena giunto da Roma per sostituire, all'ultimo momento, l'ammiraglio Ferdinando di Savoia-Genova, chiamato ad accompagnare nel sud Italia il re Vittorio Emanuele III, e il cui bagaglio era stato imbarcato sul cacciatorpediniere Sella, e quindi andato perduto con quella nave.
Per il valore e lo spirito di iniziativa dimostrata nell'eccezionale missione, che aveva portato all'affondamento di quattro navi e alla cattura di altre quattro, il 22 dicembre 1943 Klaus-Degenhard Schmidt fu insignito da Adolf Hitler della Ritterkreuz, l'ambita onorificenza della Croce di Cavaliere della Croce di Ferro. Schmidt era nato il 3 gennaio 1918 a Kiel, in Germania; il 9 ottobre 1937 entrò come allievo ufficiale nella Kriegsmarine, la marina militare tedesca. Il 1º aprile 1939 venne promosso Fähnrich zur See (un altro stadio della carriera da allievo ufficiale), mentre il 1º dicembre dello stesso anno si imbarcò nel motoscafo M 11, dove rimase fino al 5 giugno 1940, quando già era avanzato al grado di Oberfähnrich zur See (1º marzo 1940) e Leutnant zur See (guardiamarina, 1º maggio seguente). Sempre il 5 giugno 1940 venne decorato con la Croce di Ferro di 2ª classe e ricevette il distintivo per dragamine. Dopo un incarico di comando a Stavanger, in Norvegia, dal 6 giugno al 22 aprile 1941, Schmidt passò, dal 15 luglio 1941 al 25 febbraio 1942, nella 5ª e 4ª Schnellbootsflottille, dotate di S-Boot. Il 26 febbraio ricevette il comando della motosilurante S 54, incarico che ricoprì fino al 12 marzo 1944. In questo periodo (1º aprile 1942) venne promosso Oberleutnant zur See (sottotenente di vascello) e si meritò la Croce di Cavaliere della Croce di Ferro per l'azione compiuta dall'8 all'11 settembre 1943 nel mare Adriatico contro la flotta della Regia Marina italiana. In seguito comandò la S 185 della 10ª Schnellbootsflottille dal 1º aprile al 22 dicembre 1944, giorno della sua morte avvenuta al largo di Dunkerque. Venne promosso postumo Kapitänleutnant (tenente di vascello) con decorrenza a partire dal 1º dicembre 1944.